# Mar C. Llop
Mar Capilla Llop (Barcelona, 3 de julio de 1967-25 de febrero de 2022) fue una fotógrafa española y una activista en la asociación catalana de personas transgénero Generem!.

## Trayectoria
Estudió fotografía en el Instituto de Estudios Fotográficos de Cataluña (1981-1986, y realización de vídeo en el Centro de la Imagen (1987-1988). Montó su primer estudio en 1996. Desde entonces, trabajó en el mundo editorial y publicitario, y se especializó en interiorismo, arquitectura, moda y retrato.
Desde 2013 y hasta su fallecimiento desarrolló el proyecto Construcciones identitarias Work in progress sobre las diversidades de género, que ha tenido mucha repercusión mediática. Varios medios de comunicación se han hecho eco del proyecto: se expuso en el Centro de Fotografía y Medios Documentales de Barcelona (octubre de 2014); en el centro cultural La Farinera del Clot y en el Ayuntamiento de Tarragona (2015), y en la Universidad de Lérida (2016), entre otros lugares.
Además, también trabajó en el proyecto Construccions identitàries Famílies, junto a Andrea Basave y con el apoyo de la asociación de familias de menores transexuales Chrysallis. En esta iniciativa, Llop retrató a personas de varias edades durante el proceso de transición.
En el ámbito activista, fue una de las fundadoras y primera presidenta de la asociación catalana de personas transexuales Generem! Fue presidenta en dos ocasiones (2015-2018 y 2021-2022), y miembro de la asociación de cross-dressing EnFemme. Participó activamente en la plataforma Trans*forma la Salut, que ha negociado el nuevo modelo de atención a la salud para personas trans del Departamento de Salud de la Generalidad de Cataluña. Su proyecto Construcciones identitarias Work in progress quedó plasmado en un libro publicado en 2017.